# Władimir Kazakowcew
Władimir Aleksandrowicz Kazakowcew (ros. Владимир Александрович Казаковцев, ur. 7 stycznia 1950 w Kirowie, zm. 29 maja 2006 tamże) – radziecki i rosyjski polityk komunistyczny, I sekretarz Komitetu Obwodowego KPZR (1991) i KPFR (1993-2006) w Kirowie, deputowany Dumy Państwowej Federacji Rosyjskiej II, III i IV kadencji (1995-2006).
Ukończył Wszechzwiązkowy Zaoczny Instytut Finansowo-Ekonomiczny ze specjalnością ekonomista planowania przemysłowego, później Gorkowską Wyższą Szkołę Partyjną. 1969-1971 służył w armii, po czym pracował w fabryce prądnic w Kirowie. Od 1973 aktywista KPZR, 1974-1981 działacz Komsomołu, sekretarz komitetu fabrycznego Komsomołu i I sekretarz Komitetu Miejskiego Komsomołu w Kirowie. Od 1981 kierownik wydziału przemysłowo-transportowego, później I sekretarz Październikowego Komitetu Rejonowego KPZR w Kirowie. II sekretarz, a od sierpnia 1991 do likwidacji partii I sekretarz Komitetu Obwodowego KPZR w Kirowie. 1991-1993 zastępca dyrektora i dyrektor szkoły menedżerów partii komunistycznej w Kirowie, 1993-1995 zastępca dyrektora generalnego i dyrektor generalny spółki akcyjnej zamkniętego typu "Kirow-Agroties". Od 1993 do śmierci I sekretarz Komitetu Obwodowego Komunistycznej Partii Federacji Rosyjskiej w Kirowie, delegat na II Zjazd KPFR (13-14 marca 1993 w obwodzie moskiewskim), na którym został wybrany członkiem Centralnego Komitetu Wykonawczego tej partii, i na III Zjazd KPFR (21-22 stycznia 1995 w Moskwie), na którym został członkiem KC tej partii. 17 grudnia 1995 wybrany deputowanym Dumy Państwowej Federacji Rosyjskiej, członek frakcji komunistycznej; później dwukrotnie uzyskał reelekcję. 7 grudnia 2003 startował w wyborach na gubernatora obwodu kirowskiego, uzyskując 3,29% głosów.